# 帕拉木县

所在位置

帕拉木县（Palamu district），印度贾坎德邦的一个县，属帕拉木专区。西邻加瓦县，南邻Latehar县，东邻查特拉县。总面积5043.8 km²，总人口1,533,176(2001)。行政中心位于德尔东根杰。